# Lillån (Härkmeriån)
Lillån är ett vattendrag i landskapet Österbotten i Finland. Det är ett sydvästligt vänsterbiflöde till Härkmeriån. Den rinner bland annat igenom Stjärnliden i Kristinestads kommun.